# Drapac Professional Cycling/2016
Deze pagina geeft een overzicht van de Drapac Professional Cycling-wielerploeg in 2016.

## Algemeen
Algemeen manager: Jonathan Breekveldt
Ploegleiders: Tom Southam, Keith Flory, Agostino Giramondo
Fietsmerk: Swift

## Transfers
| Inkomend      | Team 2015                   | Uitgaand          | Team 2016                   |
| ------------- | --------------------------- | ----------------- | --------------------------- |
| Nathan Earle  | Team Sky                    | Wouter Wippert    | Cannondale Pro Cycling Team |
| Jens Mouris   | Orica-GreenEdge             | Martin Kohler     | Team Roth                   |
| Jason Lowndes | Garneau-Québecor            | Robbie Hucker     | Avanti IsoWhey Sport        |
| Thomas Scully | Madison Genesis             | Darren Lapthorne  | Gestopt                     |
| Brendan Canty | Team Budget Forklifts+Stage | Dylan Girdlestone | Onbekend                    |
| Gavin Mannion | Jelly Belly p/b Maxxis      | Malcolm Rudolph   | Onbekend                    |
| Brad Evans    | Stage                       | Cameron Peterson  | Onbekend                    |

## Renners
| Naam                     | Geboortedatum | Nationaliteit    | Ploeg 2015                  |
| ------------------------ | ------------- | ---------------- | --------------------------- |
| Graeme Brown             | 09-04-1979    | Australië        |                             |
| Brendan Canty            | 17-01-1992    | Australië        | Team Budget Forklifts+Stage |
| Will Clarke              | 11-04-1985    | Australië        |                             |
| Nathan Earle             | 04-06-1988    | Australië        | Team Sky                    |
| Brad Evans (vanaf 01/04) | 08-05-1992    | Nieuw-Zeeland    | Stage                       |
| Brenton Jones            | 12-12-1991    | Australië        |                             |
| Jordan Kerby             | 15-08-1992    | Australië        |                             |
| Peter Koning             | 03-12-1990    | Nederland        |                             |
| Jason Lowndes            | 14-12-1994    | Australië        | Garneau-Québecor            |
| Gavin Mannion            | 24-08-1991    | Verenigde Staten | Jelly Belly p/b Maxxis      |
| Travis Meyer             | 08-06-1989    | Australië        |                             |
| Jens Mouris              | 12-03-1980    | Nederland        | Orica-GreenEdge             |
| Lachlan Norris           | 21-01-1987    | Australië        |                             |
| Adam Phelan              | 23-08-1991    | Australië        |                             |
| Timothy Roe              | 28-10-1989    | Australië        |                             |
| Thomas Scully            | 14-01-1990    | Nieuw-Zeeland    | Madison Genesis             |
| Samuel Spokes            | 16-04-1992    | Australië        |                             |
| Wesley Sulzberger        | 20-10-1986    | Australië        |                             |

## Overwinningen
Ronde van San Luis
3e etappe: Peter Koning
Herald Sun Tour
Proloog: Will Clarke
Ronde van Taiwan
1e etappe: Will Clarke
4e etappe: Will Clarke
Ronde van Iran
2e etappe: Peter Koning
Boucles de la Mayenne
3e etappe: Thomas Scully
Ronde van Korea
4e etappe: Brenton Jones
7e etappe: Brad Evans
8e etappe: Brenton Jones
Ronde van Oostenrijk
Proloog: Will Clarke
3e etappe: Brendan Canty
Ronde van Portugal
3e etappe: Will Clarke
2006 · 2007 (baan) · 2007 · 2008 · 2009 · 2010 · 2011 · 2012 · 2013 · 2014 · 2015 · 2016